# Hermalle-sous-Huy
Pour l’article homonyme, voir Hermalle-sous-Argenteau.
Hermalle-sous-Huy ([ʔɛʁmalsuɥi]), en wallon Hermåle-dizo-Hu, est une section de la commune belge d'Engis située en Région wallonne dans la province de Liège.
C’était une commune à part entière avant la fusion des communes de 1977.

## Étymologie et variantes du nom
En 779 Harimala, 1131 Harmala, 1524 Hermal devant Floene (ou Hermal), 1800 Hermalle-sous-Huy ; signifie « lieu de réunion du mallum » ou « assemblée de l'armée » (du germanique mathla et harja). D'aucuns rapportent ce nom à la déesse germanique Harimella. La terminaison en -malle, qu'on retrouve également dans Flémalle (comme le rapporte son étymologie, la terminaison est en rapport avec Hermalle), Bomal et d'autres localités belges.
Hermal devant Floene fait référence à l'Abbaye de Flône sise face à Hermalle mais sur la rive gauche de la Meuse.
Hermalle-sous-Huy indique la situation du village en aval de la ville de Huy que traverse ce même fleuve.
Les cartes Namurcum comitatus de Johannes Surhonius en 1579, Luttich de Abraham Ortelius (Anvers, 1612) et la Carte des Pays-Bas autrichiens de Joseph de Ferraris (publiée entre 1770 et 1778) indiquent simplement Hermal.

## Géographie

### Géologie
Hermalle-sous-Huy se trouve dans le lit majeur de la Meuse et dans la Bande ordovico-silurienne du Condroz, dite aussi « Bande de Sambre-et-Meuse », « Bande condruzienne », « Bande Silurienne du Condroz » ou encore « Bande de Dave » (entre les Synclinorium de Namur et de Dinant, entre la Faille du Midi à l'ouest et la Faille Eifelienne à l'est). On y trouve des schistes du siluro-ordovicien (450 Ma), des schistes et grès du dévonien inférieur (± 415 Ma) sur la rive droite, des calcaires, dolomies et grès du carbonifère (± 350 Ma) sur la rive gauche.

« La région d'Hermalle-sous-Huy, de par la variété des terrains que son sous-sol recèle et la complexité des structures géologiques que l'on y observe, constitue, pour le géologue, l'une des régions les plus attachantes de notre pays. »

— Michel Vanguestaine, Chef de travaux au service de Paléontologie végétale de l'ULg

### Climat
| Mois                              | jan. | fév. | mars | avril | mai  | juin | jui. | août | sep. | oct. | nov. | déc. |
| --------------------------------- | ---- | ---- | ---- | ----- | ---- | ---- | ---- | ---- | ---- | ---- | ---- | ---- |
| Température minimale moyenne (°C) | −1,2 | 0,3  | 2,2  | 5,1   | 7,9  | 10,9 | 12,1 | 12,2 | 10,6 | 7,3  | 3,1  | 0,2  |
| Température maximale moyenne (°C) | 4,3  | 6,7  | 10,3 | 14,2  | 18,4 | 22   | 22,7 | 22,3 | 20,5 | 15,4 | 8,9  | 5,6  |
| Ensoleillement (h)                | 1,7  | 2,8  | 3,8  | 5,3   | 7,1  | 6,5  | 6,4  | 6,4  | 5,3  | 3,5  | 2    | 1,2  |
| Précipitations (mm)               | 83   | 67   | 47   | 53    | 42   | 55   | 97   | 83   | 69   | 90   | 64   | 67   |

| Diagramme climatique                                  |          |           |           |           |          |            |            |            |           |          |          |
| J                                                     | F        | M         | A         | M         | J        | J          | A          | S          | O         | N        | D        |
| 4,3−1,283                                             | 6,70,367 | 10,32,247 | 14,25,153 | 18,47,942 | 2210,955 | 22,712,197 | 22,312,283 | 20,510,669 | 15,47,390 | 8,93,164 | 5,60,267 |
| Moyennes : • Temp. maxi et mini °C • Précipitation mm |          |           |           |           |          |            |            |            |           |          |          |

### Localisation

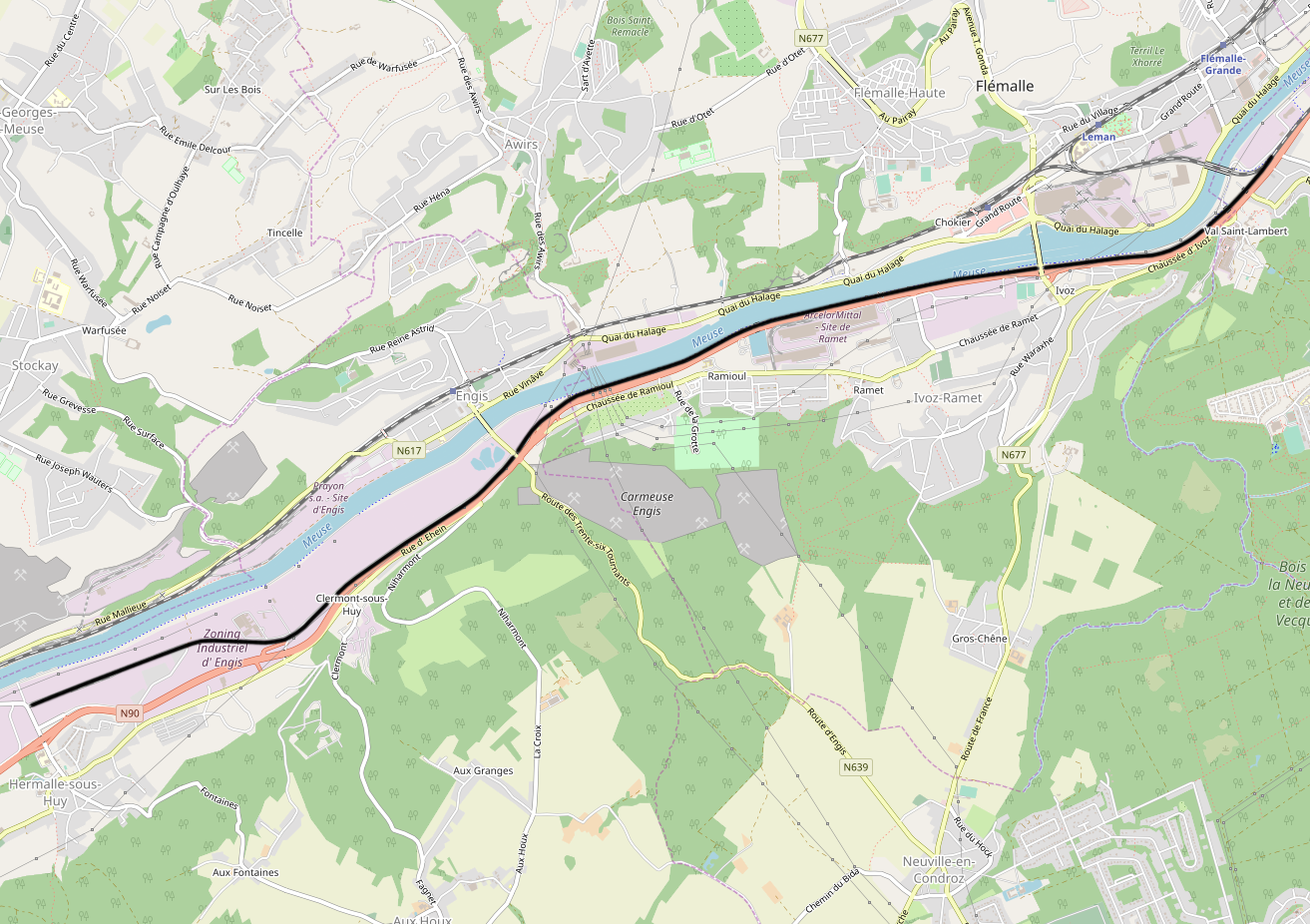
Localisation de Hermalle-sous-Huy

Historiquement, Hermalle-sous-Huy faisait partie de la Hesbaye liégeoise. Situé sur la rive droite de la Meuse, le village se trouve dans l'Ardenne condruzienne.
L'accès au village par automobile se fait par l'importante voie rapide N90 et deux autres routes nationales : N644 et N617. Piétons et cyclistes préfèrent le GR 576 ou la ligne 1 du RAVeL de Meuse qui fait partie de la route des pèlerins. Le bus 9 du TEC (Liège-Huy) dessert également Hermalle.

## Démographie
- Sources:INS, Rem:1831 jusqu'en 1970=recensements, 1976= nombre d'habitants au 31 décembre

## Histoire

### Préhistoire
Des fouilles ont révélé la présence de l'homme au lieu-dit Thier d'Olne depuis le Paléolithique moyen ; des haches et des silex taillés y furent retrouvés.

### Protohistoire et Antiquité
Au premier âge du fer (entre 800 et 400 av. J-C.), le bord de Meuse, sur la rive droite de la Meuse (au lieu-dit « campagne de Gerée ») est occupé par des Celtes comme l'attestent les 150 structures trouvées entre 2003 et aout 2006 par l’asbl « Les Chercheurs de la Wallonie » et par le Service de l’Archéologie du Ministère de la Région wallonne : « De l’occupation protohistorique subsistent des fosses d’extraction d’argile et les plans de plusieurs constructions, telles que des greniers et, fait exceptionnel en Wallonie, deux grandes maisons sur poteaux. Les témoins matériels de la vie quotidienne sont représentés par des céramiques et divers ustensiles (cuillères en terre cuite, fusaïoles…). »
Dans les années 1960, le Cercle archéologique Hesbaye-Condroz avait déjà exploré deux fours de tuiliers gallo-romains dans la campagne de Gerée. Les fouilles de 2003-2006 ont révélé un complexe beaucoup plus important des IIe et IIIe siècles permettant toutes les opérations, de l'extraction de l'argile au stockage des tuiles pour l'expédition. Plusieurs dizaines de poteaux supportaient la couverture d'une aire de cuisson de 650 m2 ; les fours, placés à 7 m les uns des autres, disposaient d'une aire de chauffe individuelle. Des fosses d'extraction et des fossés de drainage, quatre constructions de 25 m2 et deux halles de séchage et de stockage de 600 m2 complétaient l'infrastructure. Plusieurs tegulae ont été retrouvées portant les marques de leurs fabricants : NEH, QVA et GFP.

### Moyen Âge

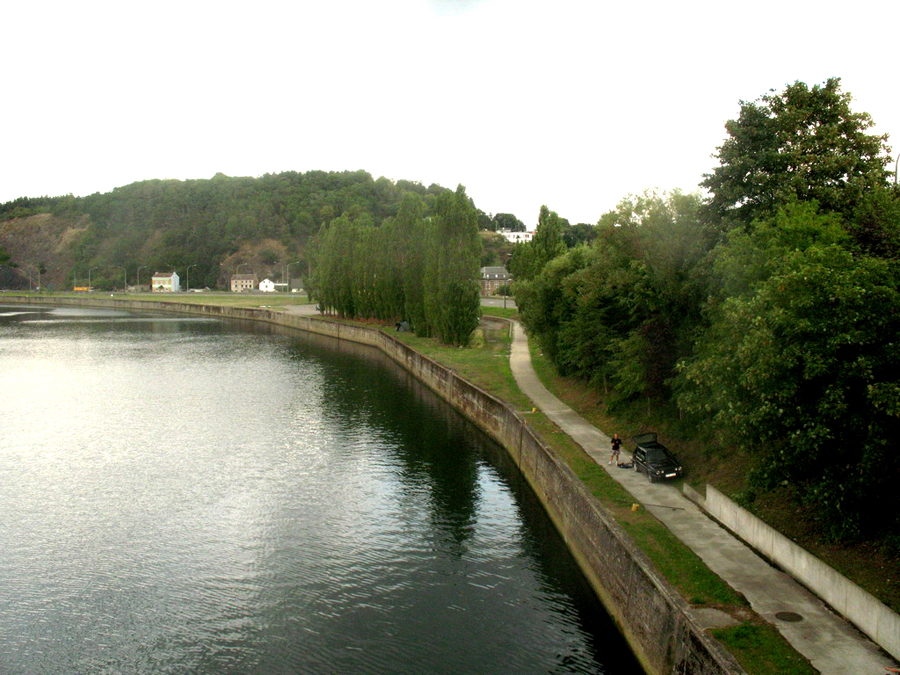
Vus à partir d'Ombret : Colline du Thier d'Olne, à l'horizon, et fragment du RAVeL à l'avant-plan.

L'occupation romaine (traces d'un vicus belgo-romain à Ombret) précède l'établissement des Mérovingiens avec une famille aristocratique au Thier d'Olne, colline isolée qui domine la Meuse à proximité du gué et du pont romain. Position idéale par l'exploitation de la plaine alluviale en aval, la récolte des produits de la forêt bordant le plateau condrusien et le contrôle de la navigation sur la Meuse avec possibilité d'en percevoir un tonlieu.
L'habitat est modeste, en pierres, bois, torchis, chaume, entouré d'un enclos au centre duquel se trouve le mausolée où l'on a trouvé deux sarcophages, les seuls sur une trentaine de tombes. La présence de motifs chrétiens sur l'un des sarcophages laisse penser qu'une partie au moins de la population était christianisée. D'autres sépultures ont été mises en évidence en dehors de l'enceinte palissadée.
Dans la seconde moitié du VIIIe siècle, le mausolée est remplacé par une chapelle chrétienne construite avec un soin particulier : murs de pierre recouverts d'enduits peints et vitrail. L'habitat s'étend.
Ce complexe aristocratique est l'objet d'une transformation importante dans le courant du IXe siècle. Il comprend alors une église et un vaste édifice seigneurial carolingien avec domus, camerae, porches, cellier, étable ou écurie, etc., implanté à une vingtaine de mètres de distance de l'église, relié à elle par un mur limitant une cour intérieure.
Le centre domanial est abandonné - sans traces de destruction violente - aux environs de l'an mil au profit d'un autre site de hauteur, le rocher d'Engihoul (à Éhein), propice à la défense tandis que la paroisse est installée à Hermalle. Vers 1070 est sculptée une Vierge hiératique, assise, tenant sur ses genoux l’enfant Jésus ; cette sedes sapientiae est l’une des plus anciennes qui soient conservées en Belgique.
Au XIIe siècle, un donjon entouré de fossés, de murs d'enceinte et de tours, dont deux subsistent toujours, est construit au centre actuel du village. Propriété, au XIIIe siècle, de Henri de Hermalle, maréchal de l'évêché de Liège et chef du parti des Waroux dans la Guerre des Awans et des Waroux, le château de Hermalle-sous-Huy est attaqué et ruiné avec, selon Jean d'Outremeuse, l’aide des mineurs liégeois. En 1346, il est à nouveau saccagé par les Hutois.

### Époque moderne

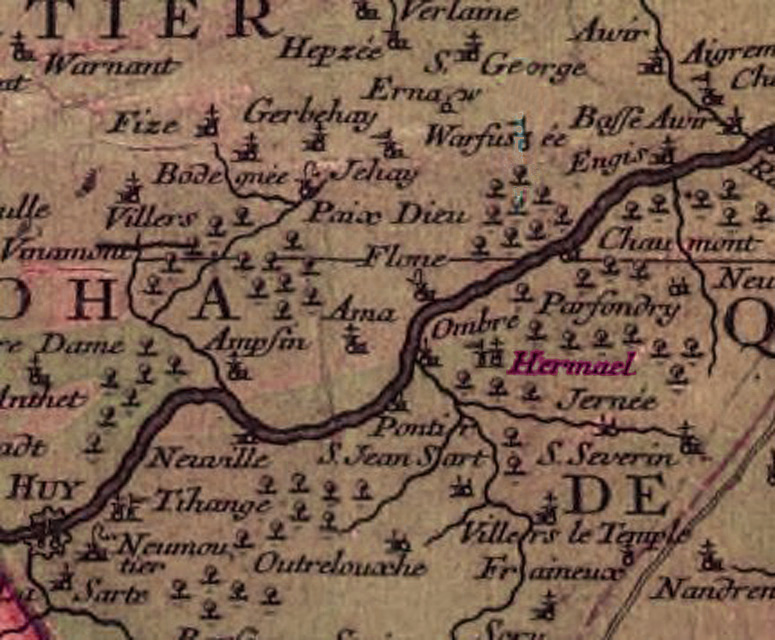
Carte de Nicolas Clerc, dit Leclerc, au XVIIIe siècle

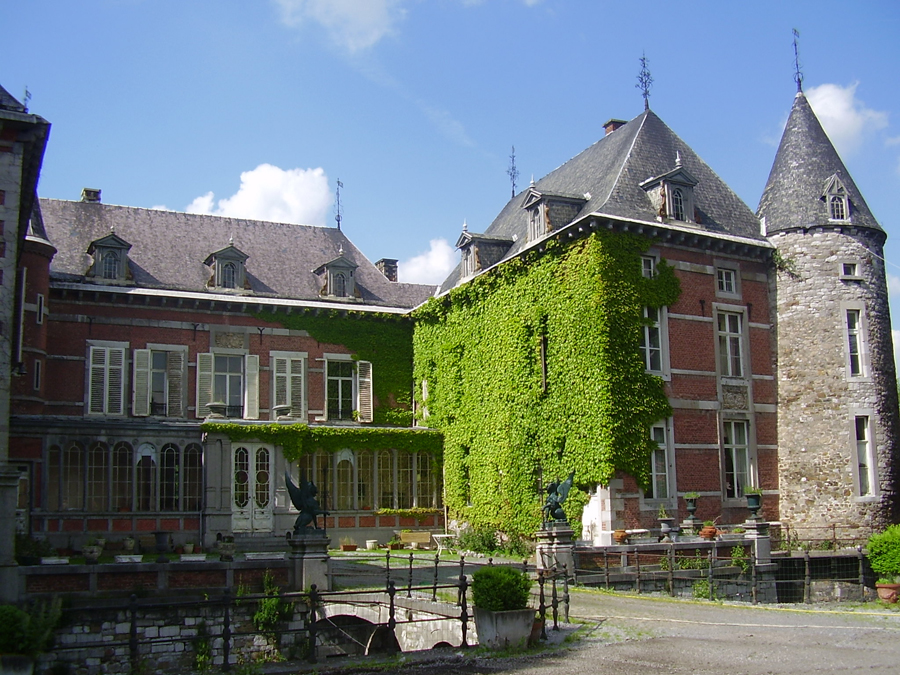
Cour d'honneur du château de Hermalle-sous-Huy et tour du XIIe siècle (remaniée).

Hermalle-sous-Huy fut le siège de l'une des plus anciennes seigneuries de la vallée de la Meuse relevant d'une cour féodale et censale dès le Moyen Âge et jusqu'au XVIIIe siècle ; l'histoire du bourg se confond donc avec celle de son château et de ses seigneurs qui ont appartenu, notamment, aux familles de Lummen, de Salme, de Horion, de Rougrave, de Goisbeck, de Berlo.
Au XVIe siècle, les forgerons du village travaillent le fer étiré pour les usines sidérurgiques de Liège et Huy. Son transport, comme celui du charbon de bois nécessaire à la sidérurgie et à l'industrie armurière, est effectué par bateau sur la Meuse.
La configuration actuelle du centre du village se dessine au XVIIe siècle avec des bâtiments couverts d'ardoises, dont les encadrements (baies), les chaînages et les soubassements sont souvent en calcaire de Meuse, les murs extérieurs étant réalisés en briques à partir de l’argile et du limon régionaux, les murs intérieurs en colombage et briques. Le château de Hermalle, transformé par le comte Conrard d’Ursel qui préserve la tour du XIIe siècle, devient un édifice de style roman.

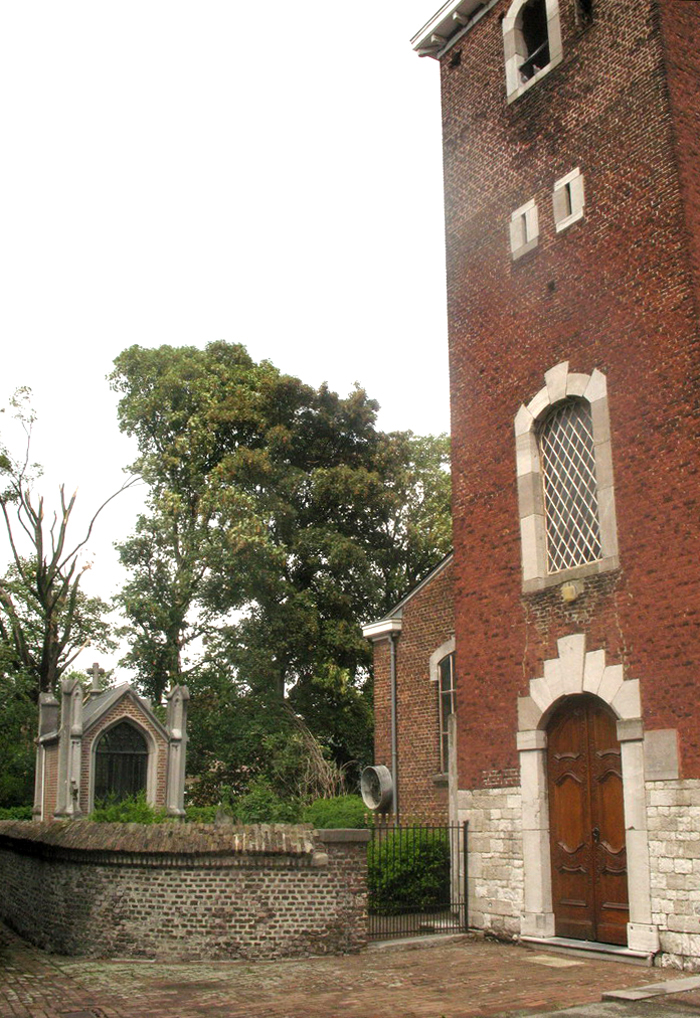
Tour de l'église Saint-Martin et, dans le cimetière emmuré, chapelle funéraire néo-gothique de la famille de Potesta.

### Époque contemporaine
Au XVIIIe siècle, la carte de Ferraris indique l’emplacement de groupes de bâtiments le long de la route qui va vers Liège et aux lieux-dits Ronheu, Magotte et Héna. La basse-cour de la ferme castrale est limitée par l’adjonction d’une aile qui la sépare de la grande avant-cour d’un château doté d’un parc à la française et, au début du siècle suivant, de nouveaux aménagements interviennent tant au château (construction d’une terrasse, d’une passerelle et d’un pont sur les douves, de garages, d’un manège couvert) qu’à la ferme (élargissement de l’aile est). L’église Saint-Martin, qui avait été partiellement reconstruite au XVIe siècle, est dotée d'une tour pourvue de deux cadrans d'horloge à une aiguille et d'une belle porte à deux battants ornés de sculptures de style Régence.
Pendant l’annexion de la région à la première République française, la délimitation précise des communes est décidée ; elle se fait entre Hermalle et Clermont le 3 avril 1810, après la pose de bornes en granit portant la lettre H gravée en creux d’un côté et la lettre C sur la face opposée.
L’établissement de la ligne de chemin de fer Namur-Liège en 1850-1851 (ligne 125) dote Hermalle d’une gare située sur la rive gauche de la Meuse, à la Mallieue. En 1853, la propriété seigneuriale passe à la famille de Potesta qui fait planter des espèces rares (séquoias, tulipier de Virginie, etc.) dans le parc du château et dans la drève de la ferme. On édifie les bas-côtés de l’église dont on remanie la nef, avant d’installer au jubé un orgue des frères François-Joseph et Jean-Mathias Molinghen avec un buffet à trois tourelles. On construit la Tour Malakoff en bordure du fleuve ; cette tour disparaitra, comme l'ile de Chaumont, lors de la canalisation de la Meuse, en 1938.

Les trois ponts de Hermalle-sous-Huy
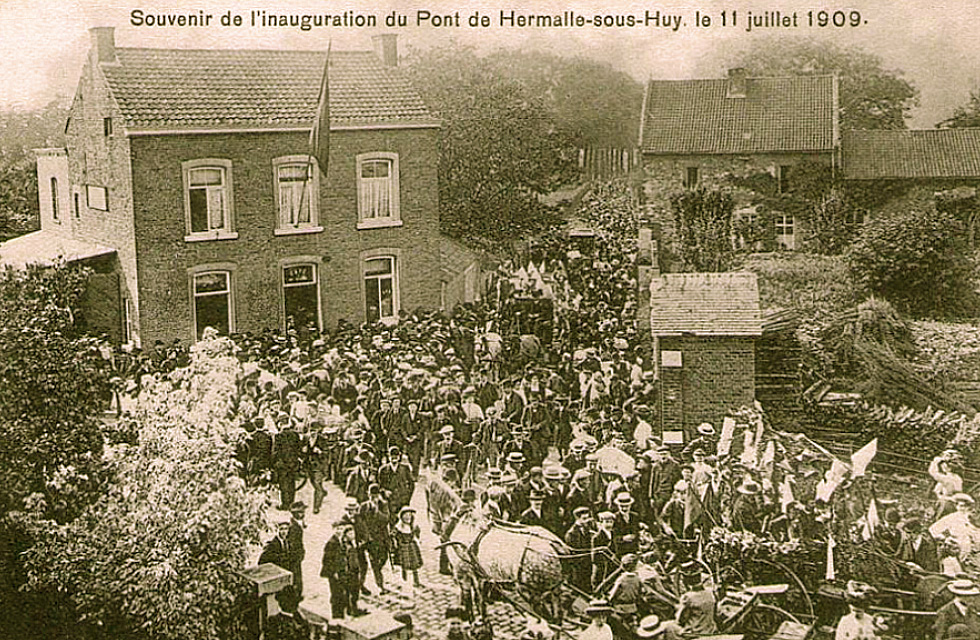
Inauguration du premier pont le 11 juillet 1909.
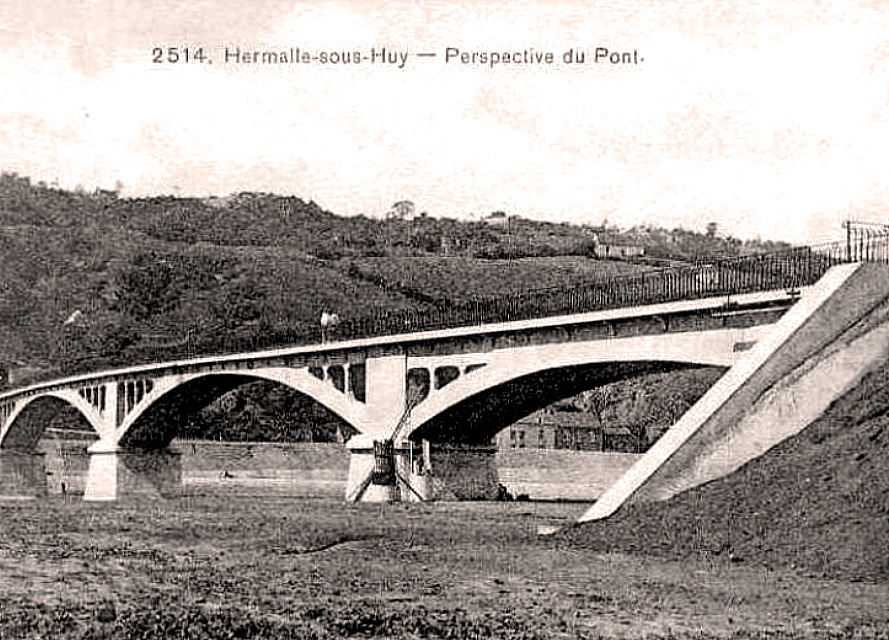
Le second pont construit entre 1923 et 1924.
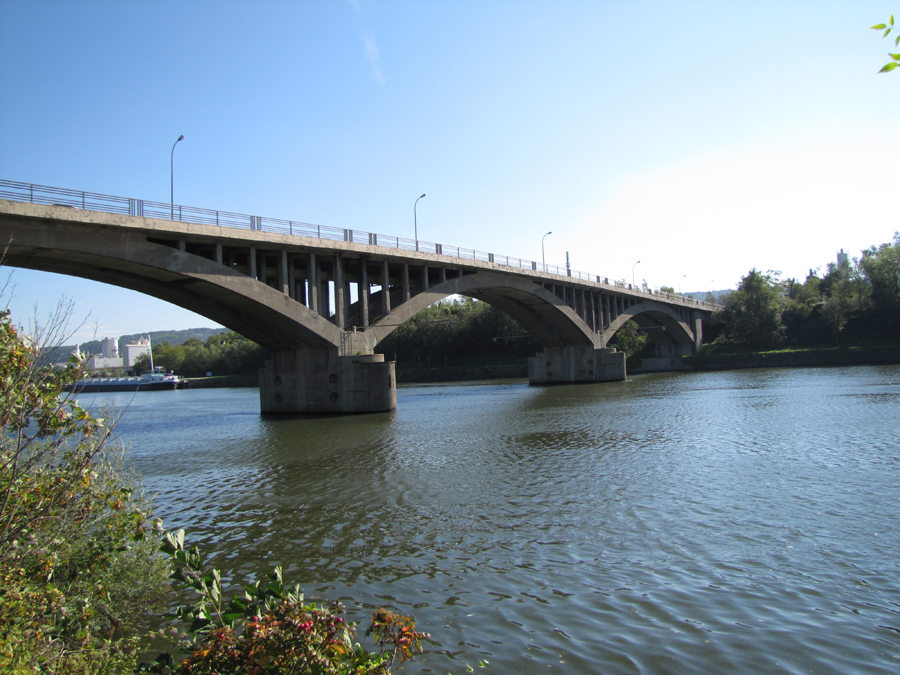
Troisième pont de Hermalle-sous-Huy. Vue à partir de la Mallieue.

Le 11 juillet 1909, un pont en béton armé (système Hennebique), construit en 5 mois avec l'aide de scaphandriers, remplace enfin le traditionnel passage d’eau. L'armée belge fait sauter l’ouvrage la nuit du 4 au 5 août 1914 ; il ne sera reconstruit qu'en 1923-1924 mais sera à nouveau miné par le génie belge le 11 mai 1940 et rétabli avec difficulté - une arche s'effondra entrainant 12 ouvriers dans la Meuse dont 5 ne survécurent pas - en 1947-1948 par le ministère des Travaux publics. Celui-ci le cède en 1951 à la commune. Le pont devient ensuite propriété conjointe de Hermalle-sous-Huy et Saint-Georges-sur-Meuse, une situation juridique exceptionnelle, jusqu'en 1985 où il est repris par l'État, les communes ne pouvant assumer les frais de contrôle et d'entretien.
Après la Seconde Guerre mondiale, l’ouverture d’un nouveau cimetière permet la réduction de moitié de l’ancien, accolé à l'église, et la création d’une place dite des combattants. Le moulin à roue hydraulique alimenté par un bief du ruisseau d’Oxhe cesse ses activités dans les années 1960.

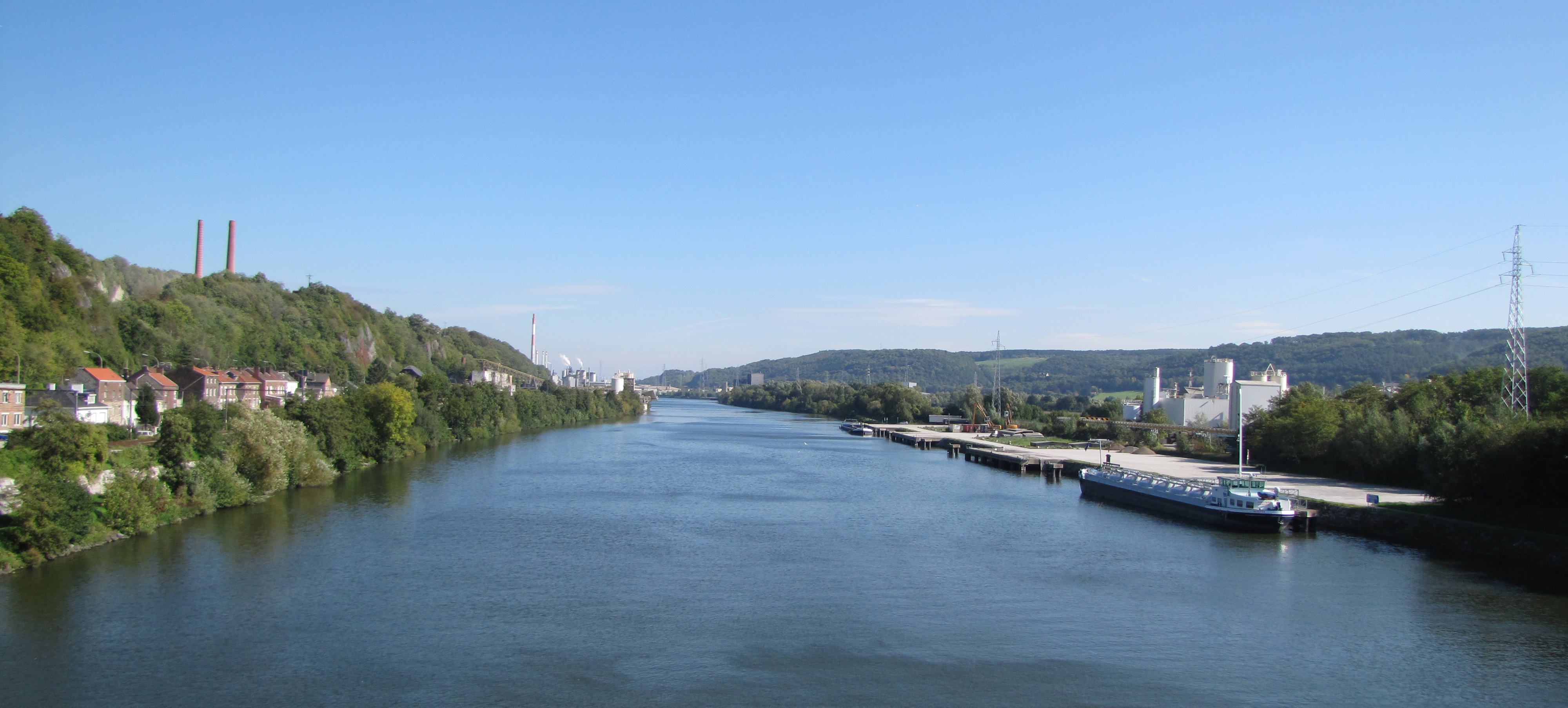
Port de Hermalle sur la rive droite de la Meuse.

Le 1er janvier 1977, Hermalle-sous-Huy est démembré par la fusion des communes décidée par le gouvernement belge :
- la partie située sur la rive gauche de la Meuse, dite la Mallieue, zone industrielle où se trouve la gare, passe à la nouvelle commune de Saint-Georges-sur-Meuse [3];
- la partie située sur la rive droite de la Meuse, zone rurale et semi-rurale d'intérêt patrimonial et paysager, est intégrée à la nouvelle commune d’Engis. Un parc d'activités industrielles de 301,25 ha va s’y développer entre le fleuve, le long duquel se développe à nouveau un port, et une nouvelle route à quatre bandes de circulation (RN 90) qui relie Huy à Seraing ; le parc est également desservi par la ligne de chemin de fer Val Saint-Lambert-Hermalle-sous-Huy[3].

## Patrimoine et culture

### Monuments et sites remarquables

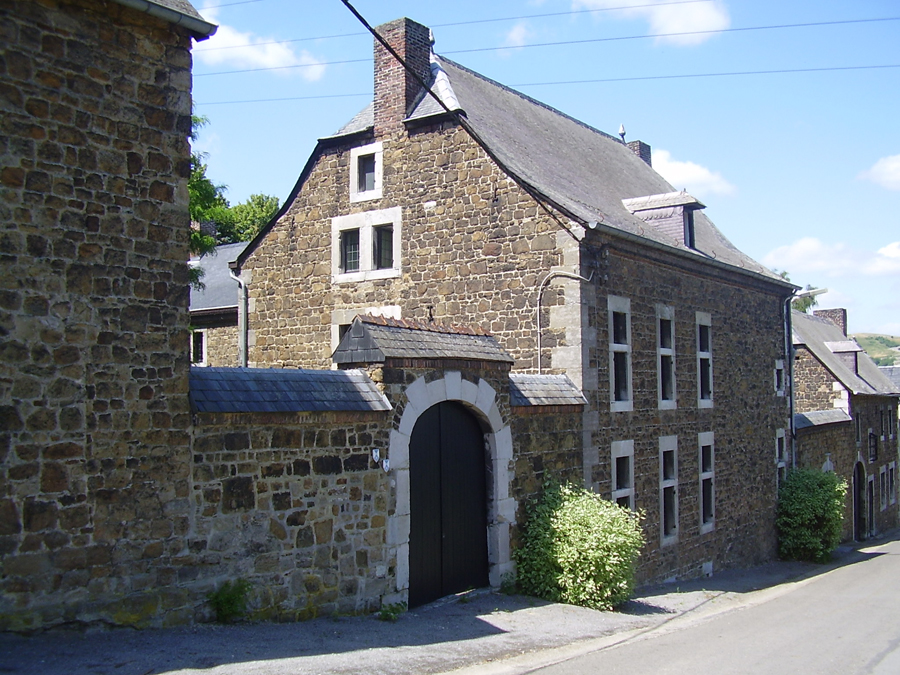
Maison de la Héna, XVIIe siècle.

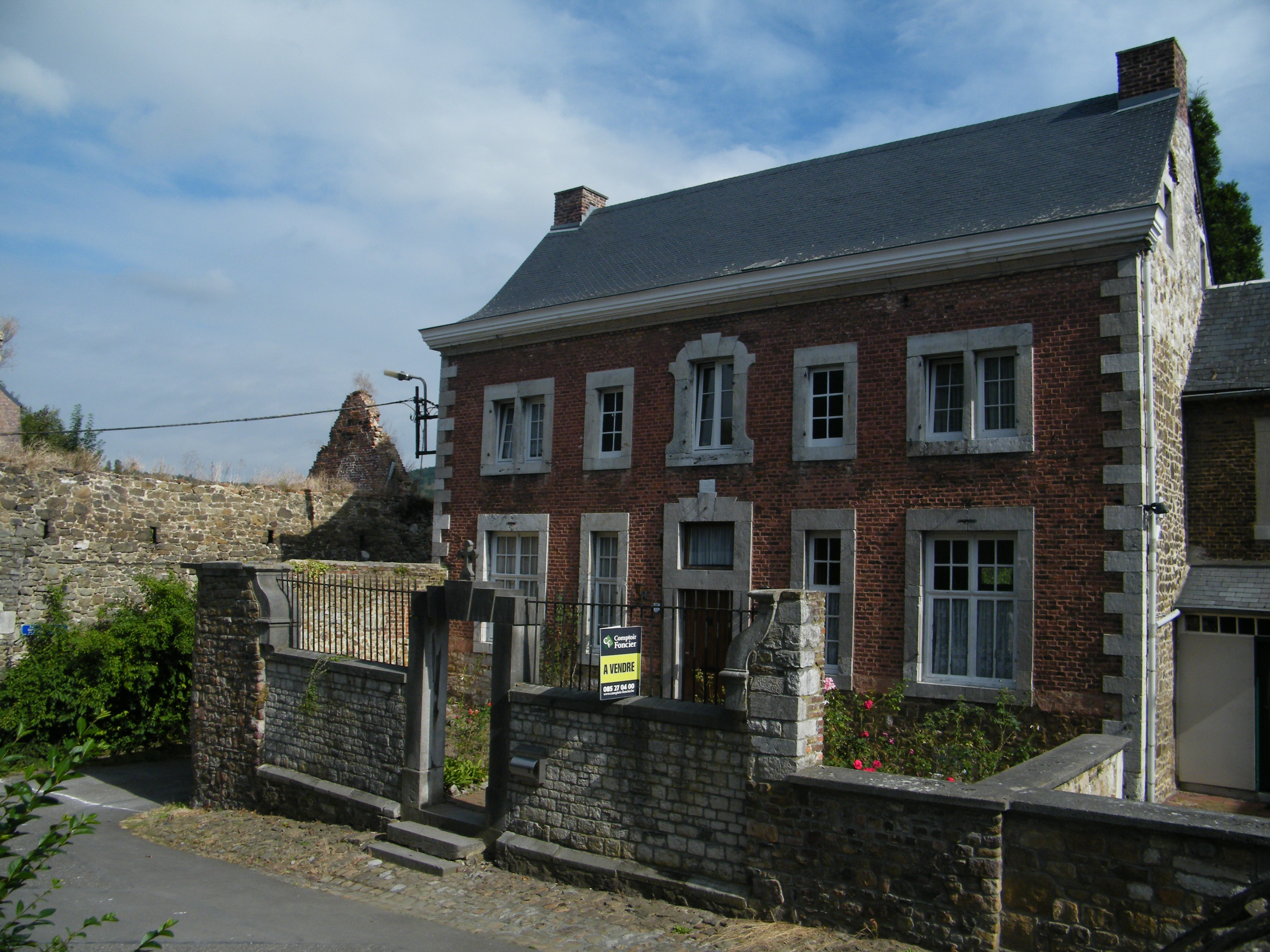
Maison natale de Jean-Gille Jacob, qui servit de presbytère au XX^{e} siècle.

- Château d'Hermalle (tour du XIIe siècle - autres parties des bâtiments des XVIIe et XVIIIe siècles, style mosan) et Ferme castrale de 1642 (monument en attente de classement[7]), contigüe au château. Début septembre 2014, le château a en partie été détruit par un violent incendie qui n'a toutefois pas fait de victimes, le bâtiment étant inoccupé et mis en vente depuis 2012 [8].
- Cense Cassal (1610)
- Maison de la Héna (1641 — ancienne dépendance de l'Abbaye de Flône –, bâtiment classé)
- Maison natale de Jean-Gille Jacob, maître-maçon du XVIIIe siècle (circa 1712-1717, bâtiment classé, avec peintures murales représentant les métiers de la construction, uniques en Europe)
- Ferme d'Hottine (1715 - ancienne dépendance de l'Abbaye de Flône)
- Bibliothèque et musée de la Gourmandise
  - Musée : histoire curieuse de la cuisine et de l'alimentation de l'Antiquité à nos jours, dans la ferme castrale
  - Bibliothèque : la plus importante de Belgique avec 17 000 livres de gastronomie et de cuisine, une des vingt plus grandes d'Europe (accessible sur rendez-vous)
- Musée Postes restantes : histoire anecdotique de l'écriture et de la poste, dans la ferme castrale.

## Économie

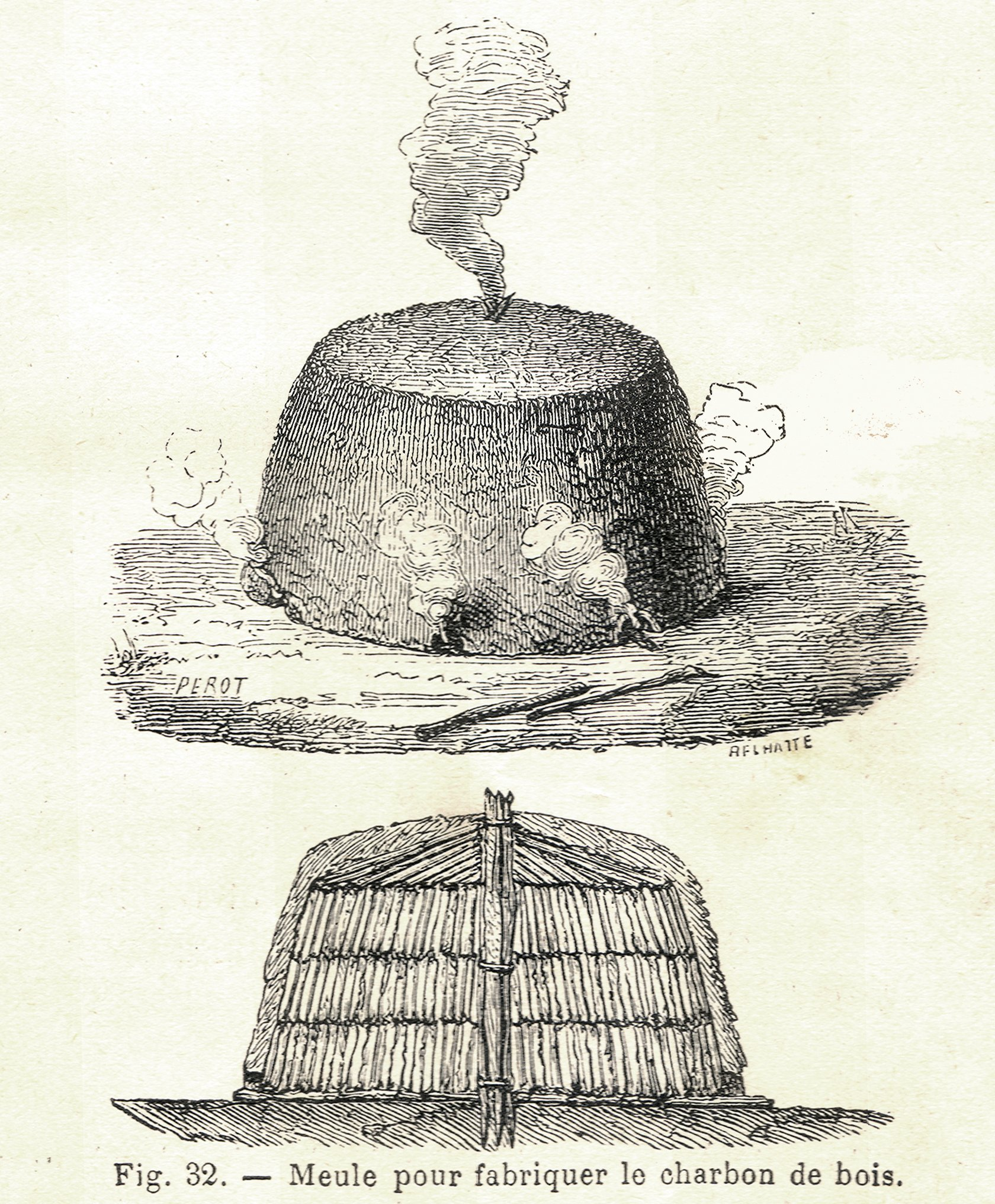
Charbonnière.

Hermalle-sous-Huy, au cours des siècles, a utilisé pour son agriculture une plaine fertile et pour son industrie une vallée riche en argile, schiste alunifère, pierre calcaire, zinc et houille.
À partir des XVIe et XVIIe siècles, les forgerons travaillent le fer pour les sidérurgies voisines de Liège et de Huy, tandis que les bucherons et charbonniers fabriquent du charbon de bois pour la sidérurgie et à l'industrie armurière.
Les mineurs travaillent dans les mines de plomb de la rive gauche et dans les alunières de la Mallieue. L'extraction de l'alun, qui a débuté en 1650 va perdurer jusqu'à la première partie du XIXe siècle. Mais la concurrence de produit moins onéreux oblige la dernière alunière de fermer ses portes en 1834.

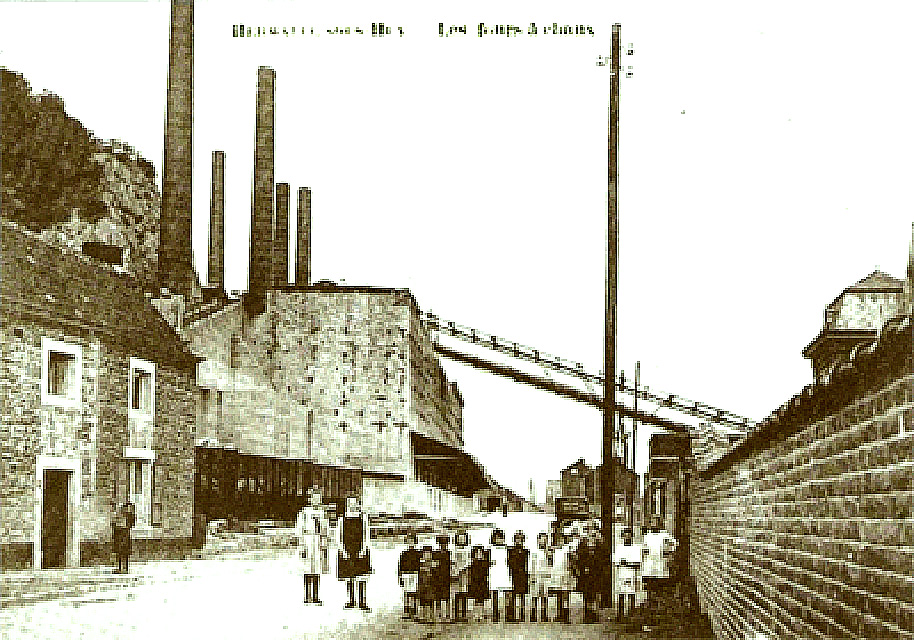
Les fours à chaux d'Hermalle dans les années 1920.

Au cours du XVIIIe siècle, une nouvelle activité industrielle voit le jour avec l'extraction de la pierre et la fabrication de chaux. En 1889, le mariage de Hippolyte-Joseph Dumont, ouvrier dans les carrières d’Ampsin, et de Caroline Wautier va leur permettre de créer une firme d'envergure internationale, le groupe Lhoist qui a son siège social à Hermalle.
Les carrières et fours à chaux Dumont-Wautier en moins de dix ans, firent construire sur la rive gauche d’Hermalle d'immenses fours qui se classent parmi les plus performants d’Europe. Restés en service jusqu'en 1957, ils furent alors remplacés par des fours rotatifs, les plus grands du monde. De plus modernes ont été mis en service en 1969, puis en 1971 et en 1975. La fusion des communes de 1977 n'a pas freiné le développement de la firme.
Les gisements de zinc sont exploités, dès 1828, par la Société Métallurgique d’Engis. En 1829, la société Paquo & consorts qui a obtenu une concession, traite la calamine et le plomb. À ces activités se joignent la construction navale à Ombret, la briqueterie à Amay, les charbonnages de Saint-Georges et d'Engis. 
Mais tout au cours du XIXe siècle, ce sont les maçons et les charpentiers qui dominent les professions. Sur la rive droite l'agriculture devint extensive avec la production de betterave sucrière à laquelle se joint l'élevage bovin et chevalin.
Le petit commerce, florissant, décline après la construction, au début des années 1980, de la voie express N90. Les GMS d'Amay, d'Engis, de Huy et de Jemeppe modifient les habitudes de consommation qui tendent à délaisser le petit fournisseur.
Un parc d’activités économiques, créé par l’arrêté ministériel du 26 novembre 1968, s’est développé le long de la rive droite de la Meuse et bénéficie de voies de transport multimodales : route N90, chemin de fer (ligne Val Saint-Lambert-Hermalle-sous-Huy no 285) et port fluvial de 50 a (longueur de rive de 192 m, 2 quais de déchargement et 2 dalles de stockage) géré par le Port autonome de Liège. Knauf (fabrication de plâtre) s’y est installé dès 1974. C'est dans ce parc qu'est tourné en grande partie le film Illégal d'Olivier Masset-Depasse en 2010.

### Culture

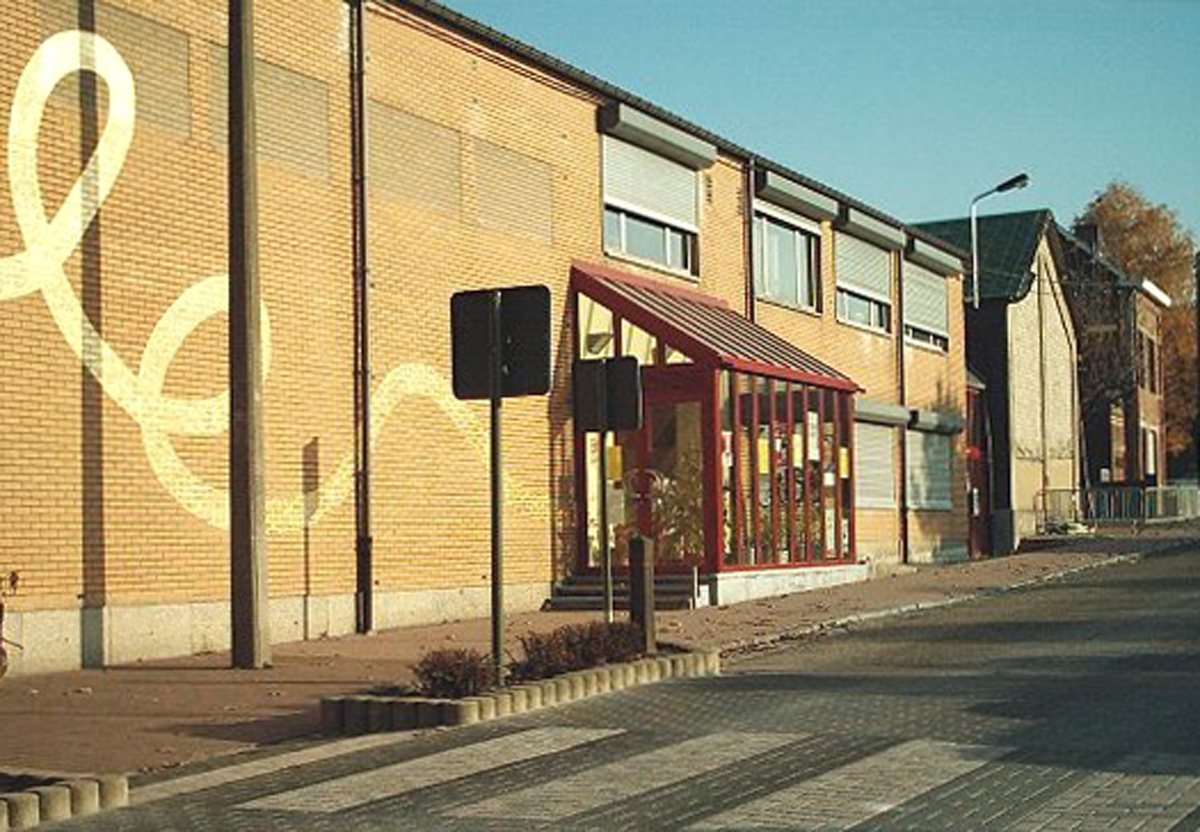
Centre culturel d’Engis à Hermalle-sous-Huy, en 2006.

#### Centre culturel
Un Foyer culturel est créé en 1972 dans les locaux des « anciennes écoles » ; après la fusion des communes, il devient celui de l'entité engissoise lors de la fusion des communes le 1er janvier 1977.
De nouveaux locaux sont construits à quelques mètres de l'emplacement initial, incluant une section de la bibliothèque communale et inaugurés le 29 mars 1980.
Le bâtiment est rénové en 2001 et la grande salle polyvalente est équipée en salle de spectacle modulable de 150 sièges. Le foyer culturel est devenu centre culturel.

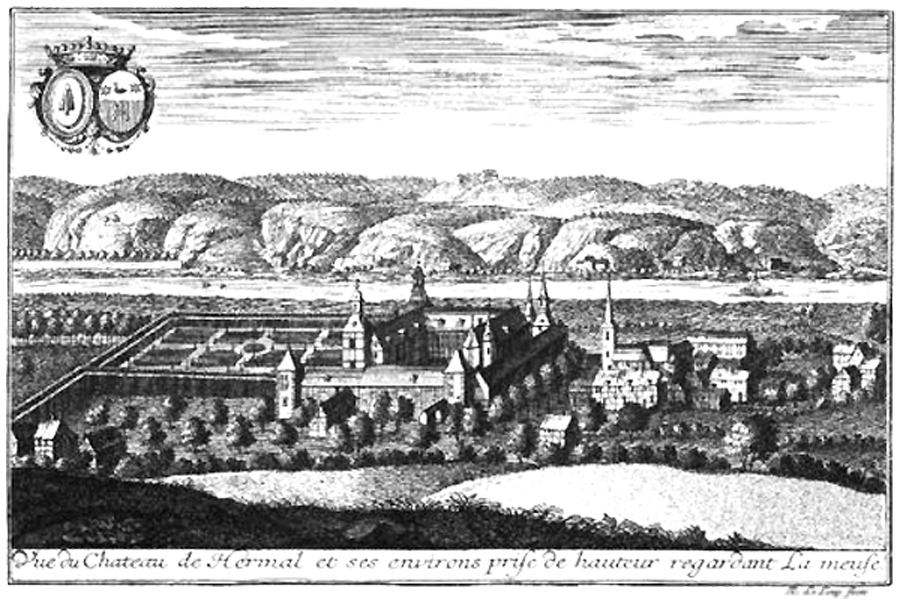
Remacle Le Loup, Château de Hermalle-sous-Huy, 1735.

#### Dans les arts
La Sedes sapientiae de Hermalle-sous-Huy se trouve aux Musées royaux d'art et d'histoire de Bruxelles.
Les tableaux de Lucas van Valckenborch représentant le village sont au Musée Royal des Beaux-Arts de Copenhague.
Remacle Le Loup a dessiné le château et la ferme de Hermalle-sous-Huy ; la gravure se trouve dans les Délices du Païs de Liège de Pierre Lambert de Saumery paru en 1738.

#### Événements
- Marché hebdomadaire de livres d'occasion à la ferme castrale ;
- Aux alentours du 21 juillet, fête annuelle du Grand Pardon d'Hermalle.

## Enseignement
En 1832, l'école communale accueille 72 élèves. Comme dans bien des villages de la région, la maison communale fait office à la fois d'école, au rez-de-chaussée et utilise le premier étage pour les services administratifs.
Des sœurs donnent cours dans la maison vicariale, rue de Meuse (actuelle rue du Pont) entre 1832 et 1912.
Une nouvelle école communale est créée en partenariat avec la commune de Saint-Georges à la Maillieue, en 1862, car les habitants de ce hameau demandent leur réunion administrative à la commune de Flône, arguant, notamment, du fait que leurs enfants doivent traverser la Meuse par bac quatre fois par jour pour se rendre au centre du village. Comme la scission diminuerait pour Hermalle et Saint-Georges, les apports financiers dus par les industries de la Maillieue, les deux communes s'allient pour fonder une école qui va fonctionner jusqu'à la fusion des communes.

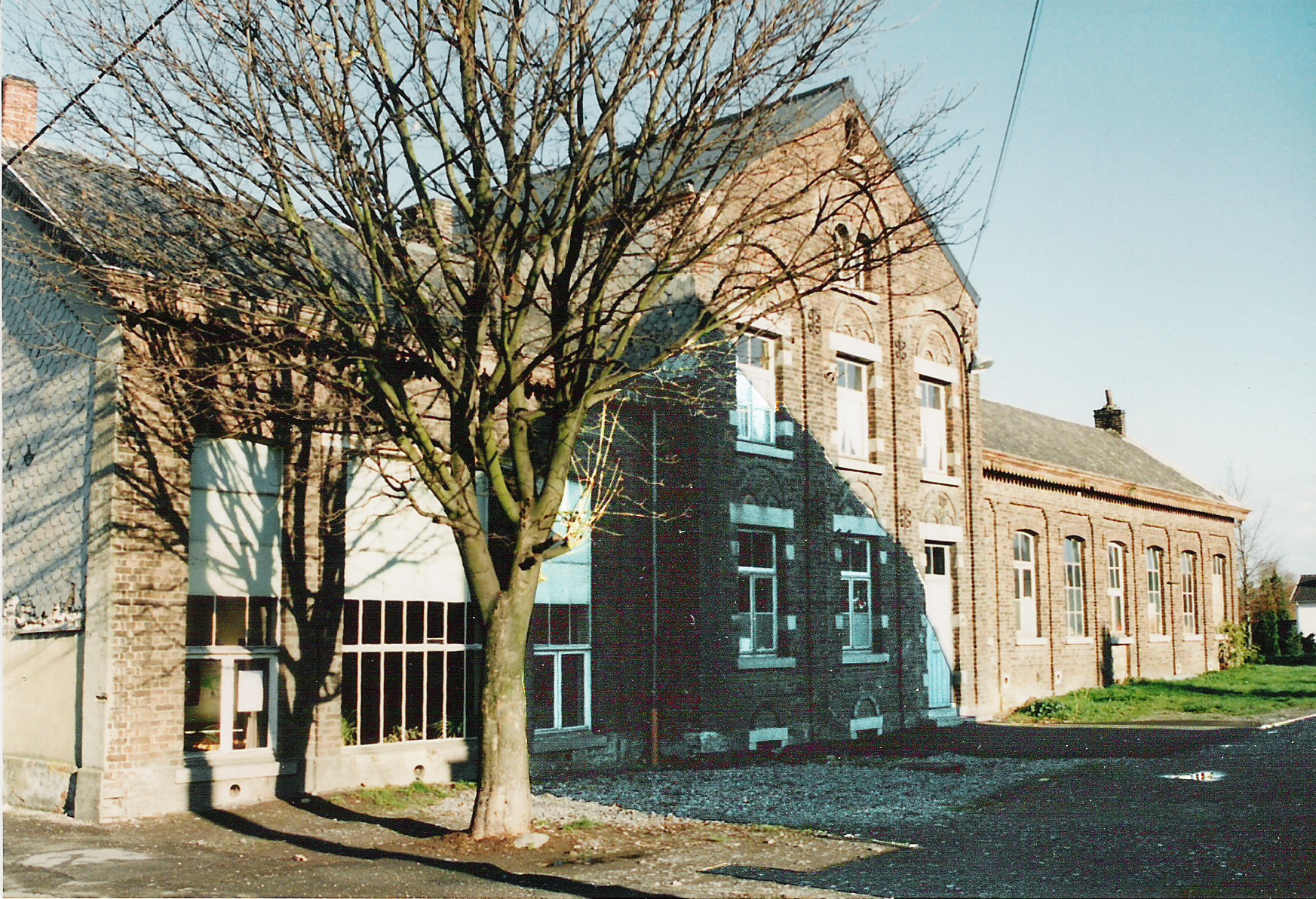
Anciennes écoles de la baronne de Potesta, en décembre 2008.

Rue de Meuse, un nouveau bâtiment est construit en 1867, où l'enseignement est d'abord assuré des religieuses. Il est ensuite mis gratuitement comme école à la disposition de la commune par la propriétaire, la baronne de Potesta ; en échange, la commune est tenue d'en assurer l'entretien, mais celui-ci n'est pas régulièrement effectué et provoque des échanges de correspondance que la baronne finit par publier sous forme d'un courrier à tous les villageois.
Peu après la fusion des communes, Hermalle est dotée, en 1982, d'une nouvelle école-pilote, maternelle et primaire de type expérimental subsidiée par la Communauté française de Belgique ; il s'agit d'une « école ouverte », dite aussi « école de l'an 2000 ». L'espace intérieur tout entier est couvert d'un tapis plain et quelques meubles de rangement délimitent plus ou moins les aires des différentes classes ; seuls les sanitaires et une salle de bains pour les tout petits, sont isolés par des murs. Ce type d'architecture d'école va en principe de pair avec une pédagogie nouvelle, basée sur un travail par cycles, comme le « 5-8 ». Pendant une dizaine d’années, les institutrices de 3e maternelle, 1re et 2e primaires, malgré une absence de formation préalable, vont travailler sur des projets communs, divisant l’ensemble de leurs élèves en groupes où se retrouvent des enfants de 5 à 8 ans. En 1992, le sol a été totalement carrelé et toutes les classes cloisonnées par des murs vitrés ; la pédagogie redevient traditionnelle.
La nouvelle école ayant été construite à front de rue sur une partie d’un vaste terrain communal, la zone qui la jouxte à l’arrière a été transformée en « réserve naturelle pédagogique » à partir de décembre 1987, avec l’aide des membres de la Commission des chemins communaux, de l’asbl Éducation Environnement et l’appui du pouvoir communal. Les élèves y suivent des ateliers nature, participant aussi à l’entretien.

## Personnalités liées à la commune
- Henri de Hermalle, chef des Waroux dans la Guerre des Awans et des Waroux, XIIIe siècle
- Jean-Gilles Jacob, maitre-maçon et échevin, XVIIIe siècle
- Jean-Joseph Hanson, échevin, peintre et écrivain, XVIIIe siècle
- Eugène Mincé du Fontbaré, homme politique catholique belge, XIXe siècle
- Louis Lepage, industriel belge, né à Hermalle-sous-Huy le 6 janvier 1886, décédé à Sprimont le 11 mars 1955.